# Palacagüina
Palacagüina es un municipio del departamento de Madriz en la República de Nicaragua.

## Geografía
El término municipal limita al norte con el municipio de Totogalpa, al sur con los municipios de Condega y Pueblo Nuevo, al este con el municipio de Telpaneca y al oeste con el municipio de Yalagüina. La cabecera municipal está ubicada a 193 kilómetros de la capital de Managua.
Su topografía es irregular, con elevaciones que varían desde los 500 a 850 m s. n. m.; sin embargo, la parte central del municipio es bastante plana. Entre las montañas merece mención la "Loma La Peña", con 854 m s. n. m. Palacagüina cuenta con una flora semi desértica compuesta por malezas, arbustos y algunos árboles como Quebracho, Chilamate y Guásimo de ternero,
cuya área boscosa ha venido reduciéndose como producto del despale.

## Historia
El municipio surge a raíz de agrupaciones nativas Chontales y Matagalpas, que vinieron siguiendo la pista del Río del mismo nombre, donde formaron las primeras familias indígenas. El origen de su nombre, en lengua chorotegano-mexicano significa "Pueblos de las faldas del cerro", de las voces nahuatlacas: "pal" que significa ladera o falda, "apán", adverbio del lugar y "güina" que significa pueblo o gente.
Fue capital de la provincia colonial de Nicaragua a principios del siglo XVIII, siendo gobernador Sebastián de Arancibia y Sasi, quien por motivo de las frecuentes invasiones de las tribus xicáques, zambos y monteñeses desde la costa atlántica, se estableció en Palacagüina durante los meses de julio y agosto de 1707 para dirigir personalmente las operaciones de defensa y persecución de los invasores.
En 1854, Palacagüina fue escenario de la guerra fratricida entre legitimistas y democráticos, cuyas consecuencias pusieron en peligro la independencia del país y la estabilidad de Centroamérica, debido a la presencia de los filibusteros comandados por el norteamericano William Walker. 
Durante la guerra de Augusto César Sandino en la región segoviana, entre los años de 1927 a 1931, se desarrollan fuertes enfrentamientos armados en esta localidad por la presencia de guerrilleros comandados por el general Miguel Ángel Ortez, quien pereció en combate.

## Demografía
Palacagüina tiene una población actual de 15,514 habitantes. De la población total, el 49% son hombres y el 51% son mujeres. Casi el 37% de la población vive en la zona urbana.
Division Urbana: (Información integrada por Ramón Edmundo García Merlo)
- Sector 1 Wilfredo Zamora
- Sector 2 A Alfredo Carrasco
- Sector 2 B Gerardo Cruz Amador
- Sector 3 Otoniel Matute
- Sector 4 Ramiro Corrales Lazo
- Sector Blanca Aráuz
- Sector La Provinencia

Video aportado por Eclectica TV

## Naturaleza y clima
El municipio tiene un clima de sabana tropical (altura seca), con temperatura que oscilan entre los 25 a 26 °C y variantes de clima húmedo en la época de invierno. La precipitación oscila entre los 650 y 850 mm caracterizándose por una irregular distribución durante el periodo de invierno.

## Localidades
Existen un total de 20 comunidades incluyendo el casco urbano dividido en cuatro sectores.

## Economía
La actividad económica predominante es la agricultura, principalmente granos básicos para autoconsumo familiar, tales como: frijol, maíz y sorgo. La actividad ganadera, ha sido una actividad secundaria.

## Cultura
Las fiestas locales se celebran el 22 de agosto, que corresponde al día de la Virgen de Asunción. Una de las principales tradiciones que se ha mantenido entre la población,
consiste en incendiar, durante todas las noches de Jueves y Viernes Santo, la "Piedra del Sapo", una curiosidad de la naturaleza, ubicada dentro del territorio.

## Personas destacadas
Apolinar Cruz destacado beisbolista del municipio de Palacagüina, Balbino Cruz Martínez, un hombre que siempre ha estado dispuesto en ayudar a la juventud a través del deporte. En honor se le ha dado el nombre de él al Estadio de dicho municipio.